# Младен Бојанић
Младен Бојанић (Титоград, 14. новембар 1962) јесте црногорски политичар. Бивши је министар за капиталне инвестиције (у Влади Здравка Кривокапића) и бивши посланик у Скупштини Црне Горе. На предсједничким изборима 2018. године, био је нестраначки кандидат за Предсједника Црне Горе предложен од стране већинског дијела опозиције.

## Биографија
Дипломирао је на Економском факултету у Подгорици. Радно искуство је стицао у берзанским компанијама на пословима брокера и дилера на тржишту капитала. Функцију директора „Nex Montenegroberze“ је обављао до 2006. године.
Био је члан одбора удружења банака, других финансијских организација и осигурања Привредне коморе Црне Горе. Године 2011, налазио се на мјесту замјеника предсједника скупштине Савеза економиста Црне Горе.
Широј јавности је познат као велики критичар креатора неолибералног концепта у Црној Гори и њиховог начина рада.
Младен Бојанић је ожењен и отац је двоје дјеце. Течно говори енглески језик.

## Политичка каријера
Политичку каријеру започиње 2012. године чланством у новооснованој странци Позитивна Црна Гора. У странци је обављао функцију генералног секретара што је била једна од кључних позиција. Године 2014, донио је одлуку о напуштању странке, након сукоба и неслагања са њеним предсједником. До краја мандата у Скупштини Црне Горе је наступао као самостални посланик, настављајући да оштро критикује црногорску власт и приступање НАТО пакту.
Године 2016, био је члан опозиционе странке Отпор безнађу која на парламентарним изборима исте године није обезбиједила мјесто у Парламенту.

### Кандидат за Предсједника државе
Године 2018, Младен Бојанић је прихватио да буде кандидат на предсједничким изборима, на предлог водећих опозиционих партија Демократског фронта, Демократске Црне Горе, Уједињене реформске акције - УРА и Социјалистичке народне партије. Током кампање изјаснио се као Црногорац по националности, да говори српским језиком и да је верник Митрополије црногорско-приморске, што је наишло на критику обзиром да није поменуо да је то Српска православна црква. Освојио је 33,40%, односно 111.711 гласова, али је побијеђен у првом кругу од кандидата ДПС Мила Ђукановића.